# Rifamicină

Structura rifampicinei

Rifamicinele alcătuiesc un grup de antibiotice bactericide sintetizate în mod natural de către bacteria Amycolatopsis rifamycinica. Unele dintre ele sunt utilizate în tratamentul tuberculozei, leprei și infecțiilor cu mycobacterium avium complex (MAC). Rifamicinele sunt: rifampicină (sau rifampină), rifabutină, rifapentină, rifaximină și rifalazil. Dintre acestea, în tuberculoză sunt utilizate doar rifampicina, rifabutina și rifapentina.